# Hada latenai
Hada latenai là một loài bướm đêm trong họ Noctuidae.